# 미츠하시 카나코
미츠하시 카나코(일본어: 三橋 加奈子 みつはし かなこ[*], 1978년 1월 10일 ~ )는 일본의 여성 성우. 가나가와현 요코하마시 출신.

## 출연 작품

### 애니메이션
- 간츠 - 키시모토 시오리
- 건슬링거 걸 - 리코
- 날아라 호빵맨 - 양파군
- 개골개골 마법사 - 슈
- 凉風 & 風夏 - 아사히나 스즈카
- 부기팝은 웃지 않는다 Boogiepop Phantom - 사토 리에
- 슈가슈가룬 - 미무라 준, 로제, 하니, 오글
- 스타오션 EX - 레온 D.S 게스테
- 여기는 잘나가는 파출소 - 기요마사 나오코 (데뷔작)
- 인조곤충 버그파이터 - 마츠오카 카츠지
- 절대소년 - 미야마 미키
- 초발명BOY 카니빵 - 밀크
- 테니스의 왕자 - 타카코, 타나카 코헤이
- 하이퍼 폴리스 - 그레이 사먼다
- 구 헌터×헌터 - 키르아 조르딕

### 음반
- poca felicità - 4번 곡 노래·연기